# Ramah (Kolorado)
Ramah – miasto w stanie Kolorado, w hrabstwie El Paso.

## Demografia
W 2000 liczyło 117 mieszkańców. W mieście było 31 rodzin i 50 gospodarstw domowych. W 2023 liczba mieszkańców spadła do 106 osób, a gęstość zaludnienia poniżej 177 osób/km².